# Châtignac
Châtignac est une commune du Sud-Ouest de la France, située dans le département de la Charente, en région Nouvelle-Aquitaine.

## Géographie

### Localisation et accès
Châtignac est une petite commune du Sud-Charente située à 3 km au nord-est de Brossac et 36 km au sud-ouest d'Angoulême.
Le bourg de Châtignac est aussi à 9 km au nord-ouest de Chalais, 12 km au sud-ouest de Montmoreau, 15 km au sud de Blanzac, et 18 km au sud-est de Barbezieux.
La commune est traversée par les routes départementales D 7, D 70 (qui passe par le bourg) et D 198.

### Hameaux et lieux-dits
L'habitat est dispersé et la commune comprend de nombreux hameaux. On peut citer par exemple Saint-Cyprien au sud, chez Chauvaud au nord, etc..

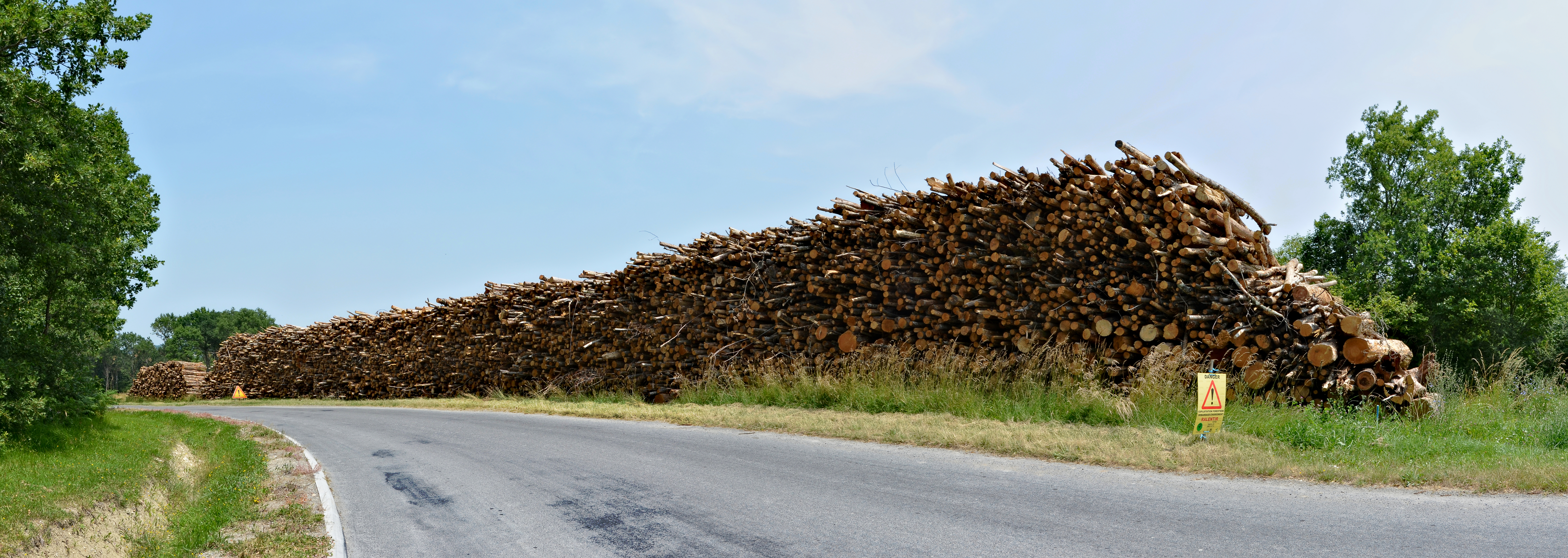
Exploitation du bois près du lieu-dit Terres douces.

### Communes limitrophes
|          | Sainte-Souline    | Saint-Félix              |
| Passirac | Châtignac         | Saint-Laurent-des-Combes |
| Brossac  | Brie-sous-Chalais |                          |

### Géologie et relief
Le sol est principalement calcaire du Crétacé supérieur, de craie blanche. On trouve le Campanien sur la quasi-totalité de la commune, mais aussi du Santonien dans les parties basses à l'est sous la forme de formation de recouvrement due aux glaciations du Quaternaire, et dont la présence témoigne aussi de la présence d'un anticlinal,,,.
Le relief de la commune est assez vallonné. Les hauteurs se concentrent sur la bordure occidentale et à l'extrême nord du territoire communal. Le point culminant est à une altitude de 190 m, situé au sud-ouest de la commune. Le point le plus bas est à 71 m, situé à l'extrémité sud-est. Le bourg, construit sur un épaulement de la crête principale, est à 170 m d'altitude.

### Hydrographie

#### Réseau hydrographique

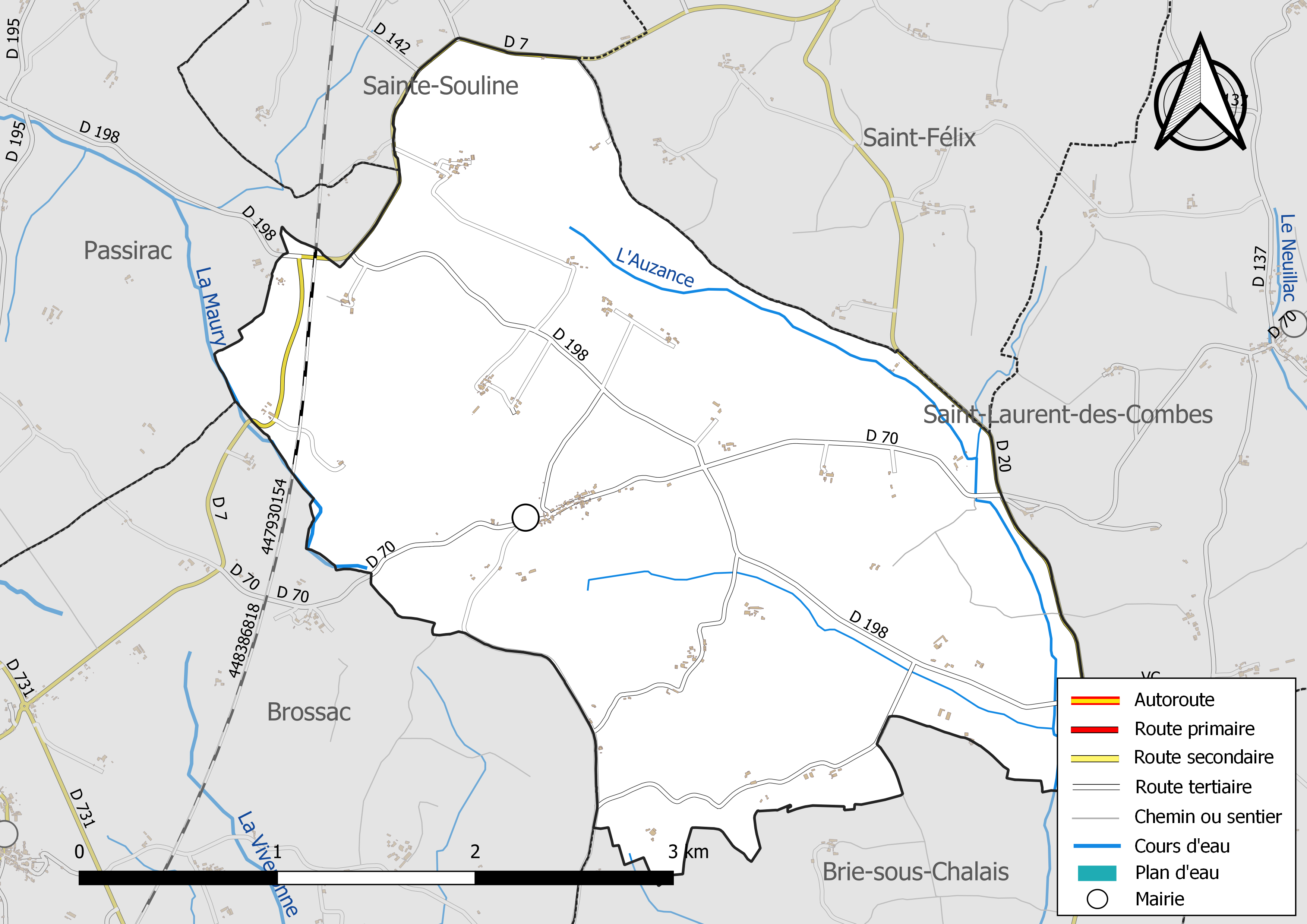
Réseaux hydrographique et routier de Châtignac.

La commune est située dans le bassin versant de la Charente et  le bassin de la Dordogne au sein  du Bassin Adour-Garonne. Elle est drainée par la Maury, l'Auzance et par divers petits cours d'eau, qui constituent un réseau hydrographique de 8 km de longueur totale,.
La Maury prend sa source sur la limite ouest de la commune (Font Guilbert) et coule vers le nord-ouest. D'une longueur totale de 24,1 km, elle se jette  dans le Né à Ladiville, après avoir traversé 12 communes.
La plus grande partie de la commune, à l'est, est la tête de la vallée de l'Auzance, dont les sources sont la Grand Font et la source de l'Abîme, et qui coule vers le sud où elle est à sec en été. L'Auzance est un affluent de la Viveronne et sous-affluent de la Tude, sur le bassin versant de la Dordogne.

#### Gestion des eaux
Le territoire communal est couvert par les schémas d'aménagement et de gestion des eaux (SAGE) « Charente » et « Isle - Dronne ». Le SAGE « Charente», dont le territoire correspond au bassin de la Charente, d'une superficie de 9 300 km2, a été approuvé le 19 novembre 2019. La structure porteuse de l'élaboration et de la mise en œuvre est l'établissement public territorial de bassin Charente. Le SAGE « Isle - Dronne», dont le territoire regroupe les bassins versants de l'Isle et de la Dronne, d'une superficie de 7 500 km2, a été approuvé le 2 août 2021. La structure porteuse de l'élaboration et de la mise en œuvre est l'établissement public territorial de bassin de la Dordogne (EPIDOR). Ils définissent chacun sur leur territoire les objectifs généraux d’utilisation, de mise en valeur et de protection quantitative et qualitative des ressources en eau superficielle et souterraine, en respect des objectifs de qualité définis dans le troisième SDAGE  du Bassin Adour-Garonne qui couvre la période 2022-2027, approuvé le 10 mars 2022.

### Climat
Comme dans les trois quarts sud et ouest du département, le climat est océanique aquitain.

## Urbanisme

### Typologie
Au 1er janvier 2024, Châtignac est catégorisée commune rurale à habitat très dispersé, selon la nouvelle grille communale de densité à 7 niveaux définie par l'Insee en 2022.
Elle est située hors unité urbaine et hors attraction des villes,.

### Occupation des sols
L'occupation des sols de la commune, telle qu'elle ressort de la base de données européenne d’occupation biophysique des sols Corine Land Cover (CLC), est marquée par l'importance des territoires agricoles (75,1 % en 2018), une proportion identique à celle de 1990 (75,1 %). La répartition détaillée en 2018 est la suivante : 
terres arables (62,1 %), forêts (24,9 %), zones agricoles hétérogènes (11,3 %), prairies (1,7 %). L'évolution de l’occupation des sols de la commune et de ses infrastructures peut être observée sur les différentes représentations cartographiques du territoire : la carte de Cassini (XVIIIe siècle), la carte d'état-major (1820-1866) et les cartes ou photos aériennes de l'IGN pour la période actuelle (1950 à aujourd'hui).

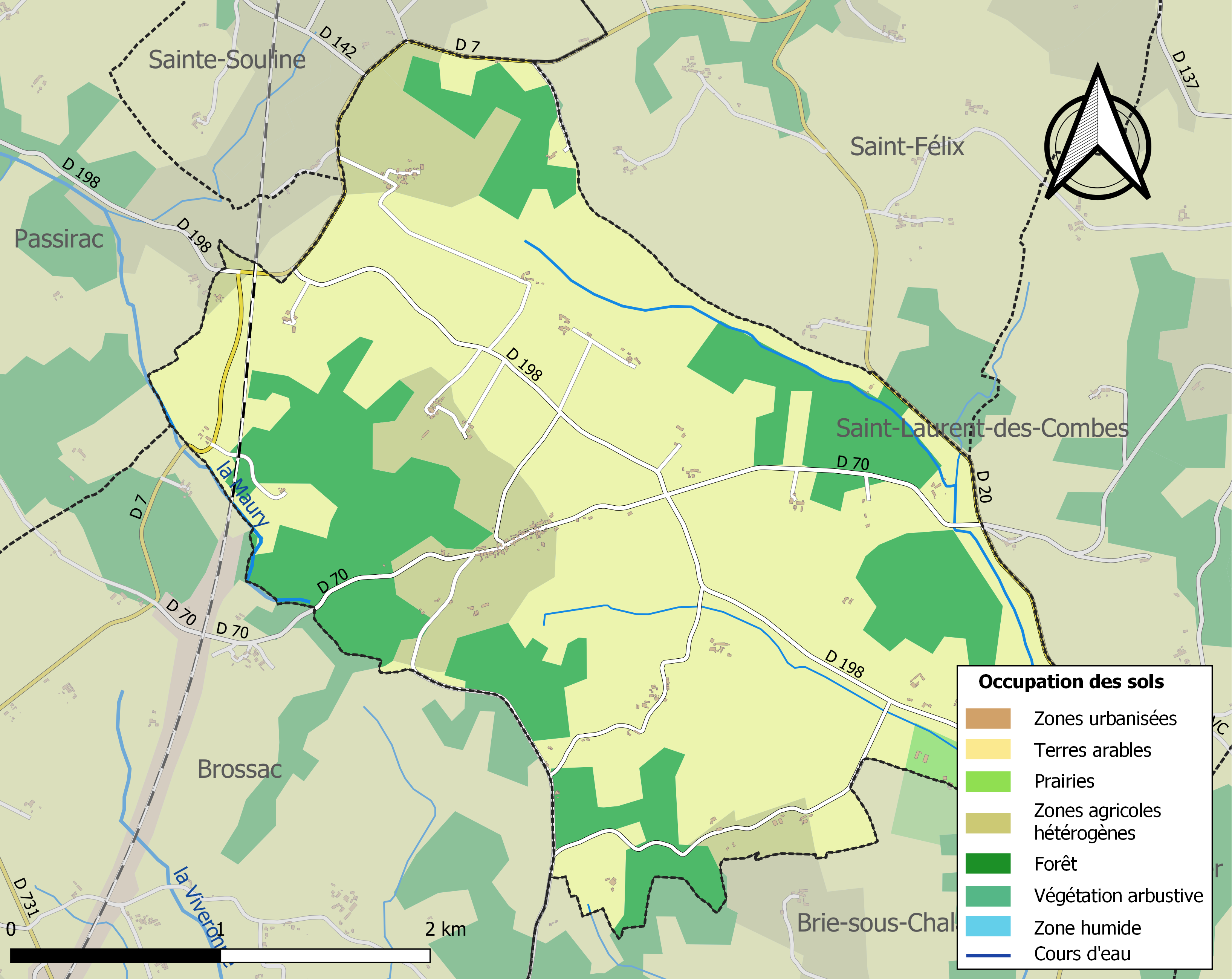
Carte des infrastructures et de l'occupation des sols de la commune en 2018 (CLC).

### Risques majeurs
Le territoire de la commune de Châtignac est vulnérable à différents aléas naturels : météorologiques (tempête, orage, neige, grand froid, canicule ou sécheresse) et séisme (sismicité faible). Un site publié par le BRGM permet d'évaluer simplement et rapidement les risques d'un bien localisé soit par son adresse soit par le numéro de sa parcelle.

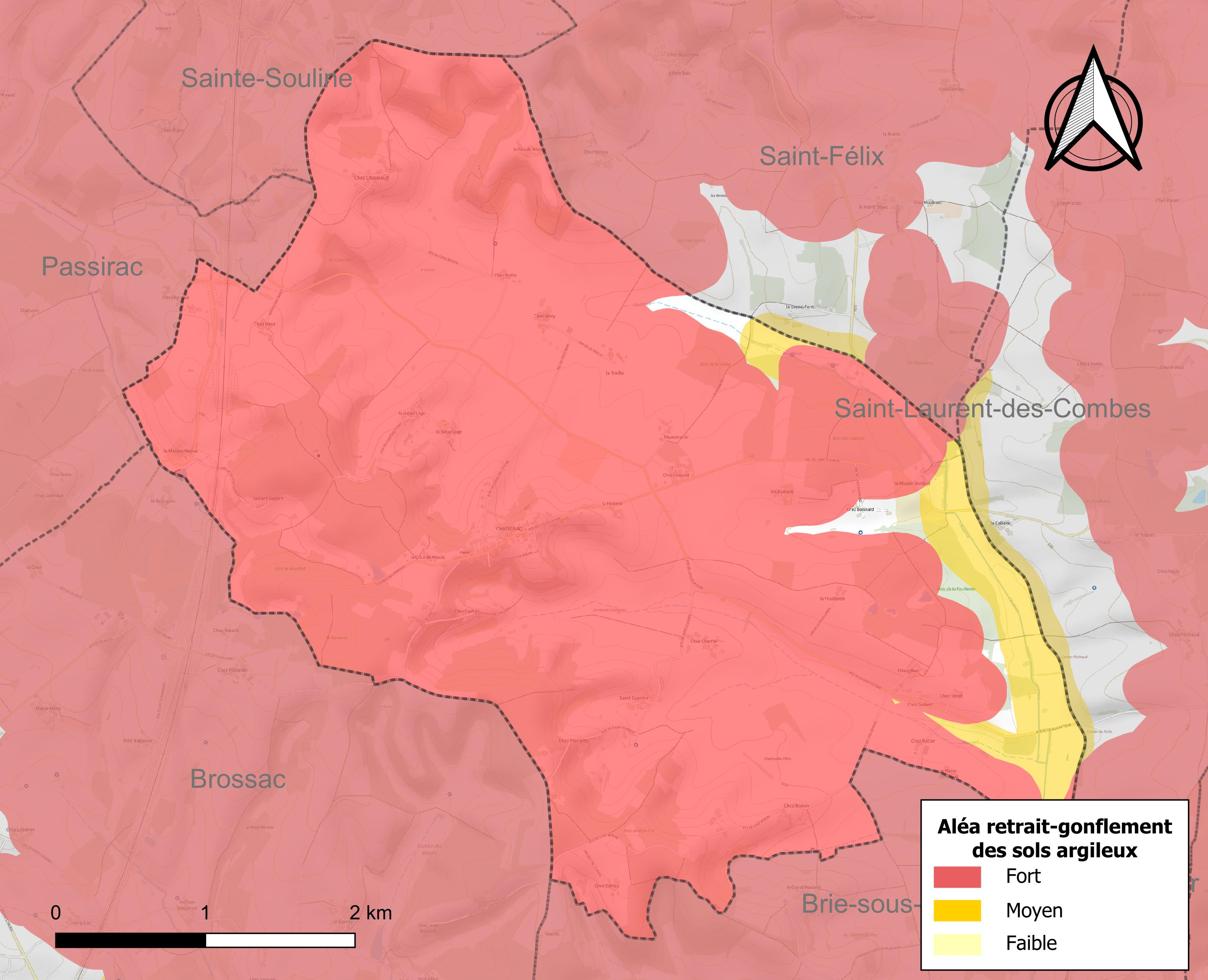
Carte des zones d'aléa retrait-gonflement des sols argileux de Châtignac.

Le retrait-gonflement des sols argileux est susceptible d'engendrer des dommages importants aux bâtiments en cas d’alternance de périodes de sécheresse et de pluie. 98,2 % de la superficie communale est en aléa moyen ou fort (67,4 % au niveau départemental et 48,5 % au niveau national). Sur les 111 bâtiments dénombrés sur la commune en 2019,  110 sont en aléa moyen ou fort, soit 99 %, à comparer aux 81 % au niveau départemental et 54 % au niveau national. Une cartographie de l'exposition du territoire national au retrait gonflement des sols argileux est disponible sur le site du BRGM,.
Par ailleurs, afin de mieux appréhender le risque d’affaissement de terrain, l'inventaire national des cavités souterraines permet de localiser celles situées sur la commune.
La commune a été reconnue en état de catastrophe naturelle au titre des dommages causés par les inondations et coulées de boue survenues en 1982 et 1999. Concernant les mouvements de terrains, la commune a été reconnue en état de catastrophe naturelle au titre des dommages causés par des mouvements de terrain en 1999.

## Toponymie
Les formes anciennes sont Castignaco, Castaneaco (non datées).
L'origine du nom de Châtignac (Chastignac) remonterait à un personnage gallo-romain Castinius auquel est apposé le suffixe -acum, ce qui correspondrait au « domaine de Castinius »,.
En 1793, la commune a été créée Chatignac, orthographié Chalignac en 1801. Sur les cartes de Cassini (XVIIIe siècle), Châtignac est écrit Chatigniac, sans accent et avec un « i » adventice ; sur les cartes état-major (1820-1866), la retranscription est Chatignac, sans accent.

## Histoire
Pendant l'Ancien Régime, Châtignac, comme Brossac et Barbezieux, dépendait de la province de Saintonge. C'était une seigneurie qui dépendait de celle de Saint-Vallier.
Il y a eu un prieuré au lieu-dit Saint-Cyprien, tombé en ruines.
Châtignac absorbe Saint-Cyprien en 1825 qui, pendant la Révolution, s'est appelée provisoirement Le Jard.

## Administration
| Période                                  | Période  | Identité         | Étiquette | Qualité                                             |
| ---------------------------------------- | -------- | ---------------- | --------- | --------------------------------------------------- |
| depuis 1995                              | En cours | Jean-Yves Ambaud | DVG       | Agriculteur, Président de la Communauté de communes |
| Les données manquantes sont à compléter. |          |                  |           |                                                     |

## Démographie

### Évolution démographique
L'évolution du nombre d'habitants est connue à travers les recensements de la population effectués dans la commune depuis 1793. Pour les communes de moins de 10 000 habitants, une enquête de recensement portant sur toute la population est réalisée tous les cinq ans, les populations de référence des années intermédiaires étant quant à elles estimées par interpolation ou extrapolation. Pour la commune, le premier recensement exhaustif entrant dans le cadre du nouveau dispositif a été réalisé en 2008.

En 2022, la commune comptait 166 habitants, en évolution de −7,78 % par rapport à 2016 (Charente : −0,48 %, France hors Mayotte : +2,11 %).
| 1793 | 1800 | 1806 | 1821 | 1831 | 1841 | 1846 | 1851 | 1856 |
| ---- | ---- | ---- | ---- | ---- | ---- | ---- | ---- | ---- |
| 484  | 434  | 392  | 421  | 498  | 526  | 578  | 511  | 490  |

| 1861 | 1866 | 1872 | 1876 | 1881 | 1886 | 1891 | 1896 | 1901 |
| ---- | ---- | ---- | ---- | ---- | ---- | ---- | ---- | ---- |
| 458  | 451  | 426  | 400  | 422  | 422  | 379  | 361  | 360  |

| 1906 | 1911 | 1921 | 1926 | 1931 | 1936 | 1946 | 1954 | 1962 |
| ---- | ---- | ---- | ---- | ---- | ---- | ---- | ---- | ---- |
| 328  | 302  | 263  | 279  | 230  | 237  | 205  | 222  | 210  |

| 1968 | 1975 | 1982 | 1990 | 1999 | 2006 | 2008 | 2013 | 2018 |
| ---- | ---- | ---- | ---- | ---- | ---- | ---- | ---- | ---- |
| 191  | 181  | 158  | 143  | 185  | 202  | 207  | 187  | 173  |

| 2022 | - | - | - | - | - | - | - | - |
| ---- | - | - | - | - | - | - | - | - |
| 166  | - | - | - | - | - | - | - | - |

### Pyramide des âges
La population de la commune est relativement âgée.
En 2018, le taux de personnes d'un âge inférieur à 30 ans s'élève à 24,8 %, soit en dessous de la moyenne départementale (30,2 %). À l'inverse, le taux de personnes d'âge supérieur à 60 ans est de 40,5 % la même année, alors qu'il est de 32,3 % au niveau départemental.
En 2018, la commune comptait 84 hommes pour 89 femmes, soit un taux de 51,45 % de femmes, légèrement inférieur au taux départemental (51,59 %).
Les pyramides des âges de la commune et du département s'établissent comme suit.
| Hommes | Classe d’âge | Femmes |
| ------ | ------------ | ------ |
| 0,0    | 90 ou +      | 3,4    |
| 13,1   | 75-89 ans    | 12,4   |
| 26,2   | 60-74 ans    | 25,8   |
| 25,0   | 45-59 ans    | 20,2   |
| 11,9   | 30-44 ans    | 12,4   |
| 10,7   | 15-29 ans    | 9,0    |
| 13,1   | 0-14 ans     | 16,9   |

| Hommes | Classe d’âge | Femmes |
| ------ | ------------ | ------ |
| 1      | 90 ou +      | 2,7    |
| 9,2    | 75-89 ans    | 12     |
| 20,6   | 60-74 ans    | 21,3   |
| 20,7   | 45-59 ans    | 20,3   |
| 16,8   | 30-44 ans    | 16     |
| 15,6   | 15-29 ans    | 13,4   |
| 16,1   | 0-14 ans     | 14,3   |

## Économie

### Agriculture
La viticulture occupe une petite partie de l'activité agricole. La commune est située dans les Bons Bois, dans la zone d'appellation d'origine contrôlée du cognac.

## Équipements, services et vie locale

La place du village
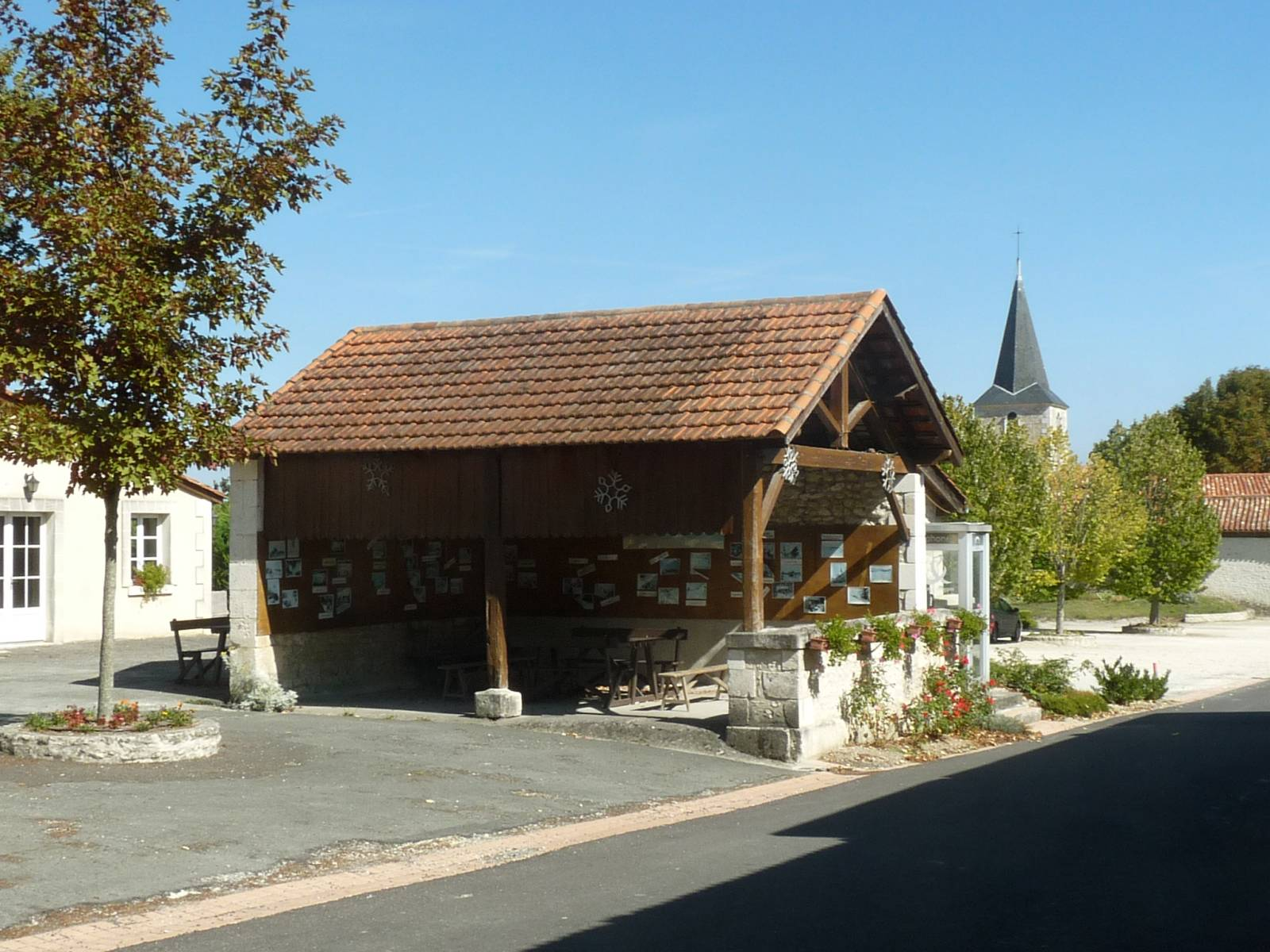
Place et salle des fêtes conviviale.
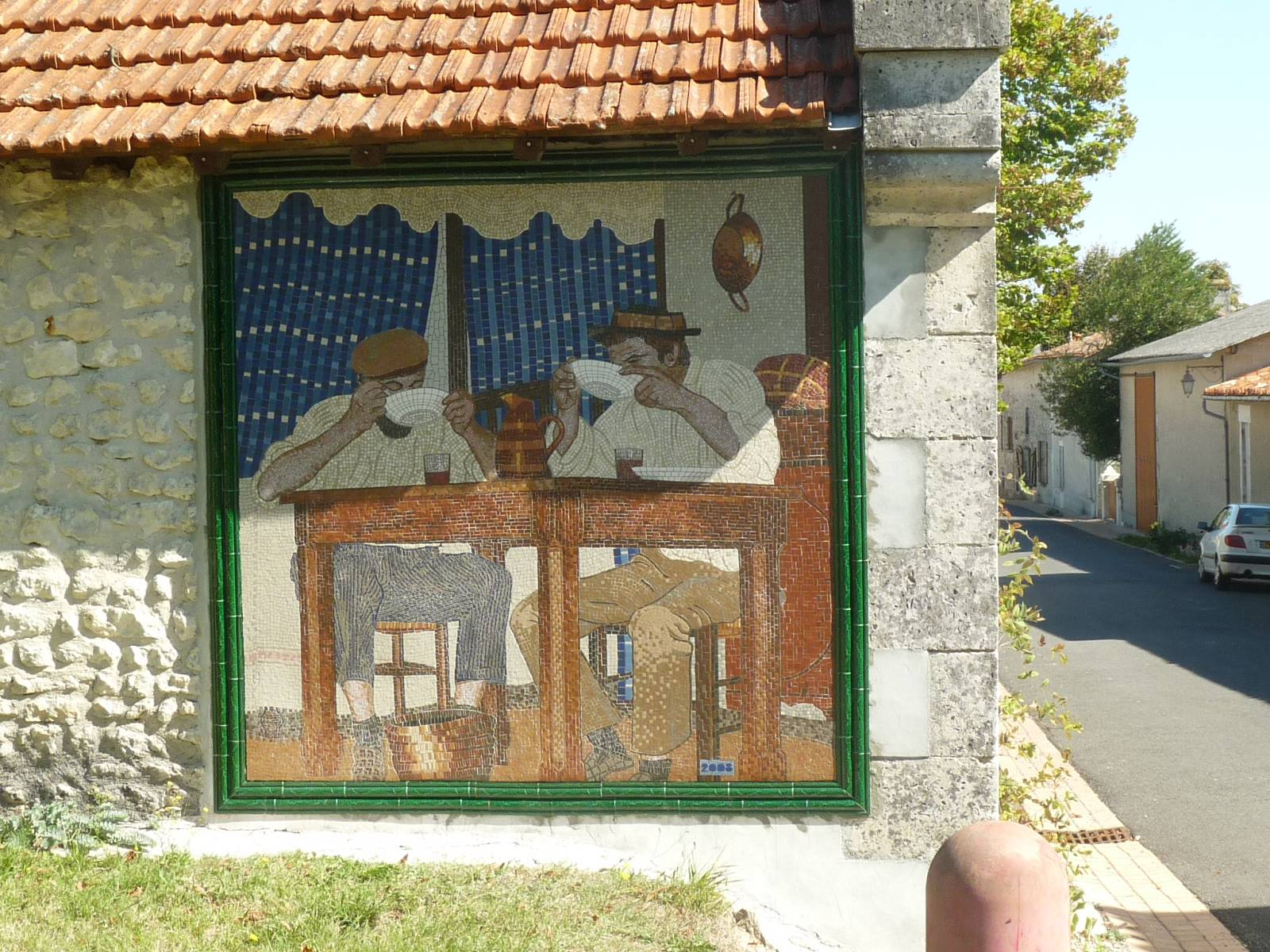
Mosaïque, scène campagnarde.

## Lieux et monuments
L'église paroissiale Saint-Pierre date peut-être initialement XIIe siècle; incendiée vers 1568; restaurée vers 1650; en ruine dans la 1re moitié du XIXe siècle ; reconstruite de 1860 à 1899.

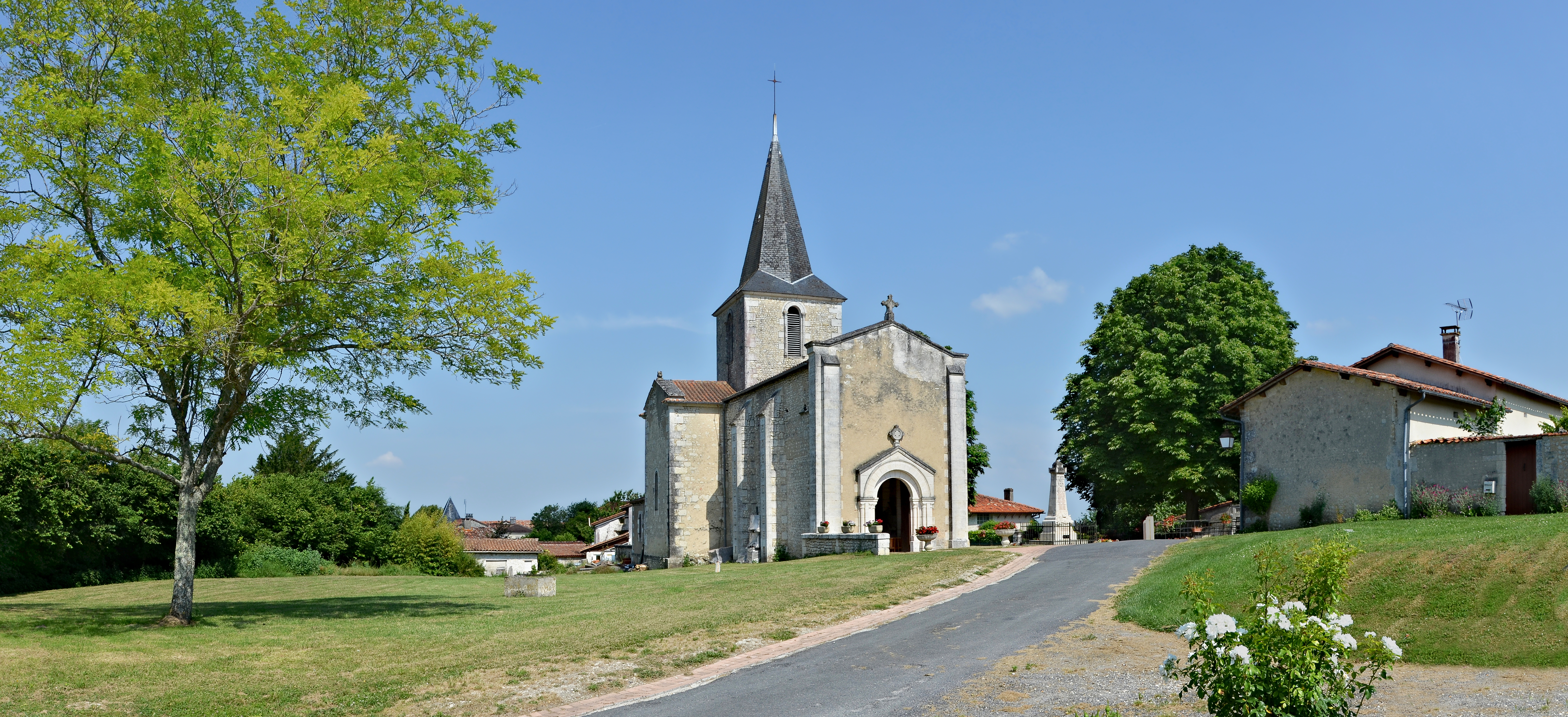
Église de Châtignac et place du village.

## Personnalités liées à la commune
- François Lafaye-des-Rabiers (1752-?), homme politique français, né à Châtignac.

Le dessinateur de bande dessinée Jacques Nicolaou, charentais d'adoption, imagine que les personnages de la série Placid et Muzo, qu'il a scénarisée et dessinée durant plusieurs décennies, habitent un petit pavillon à Châtignac.